# Лямбе Блажев
Лямбе Блажев е български революционер, деец на Вътрешната македоно-одринска революционна организация.

## Биография
Лямбе Блажев е роден през 1880 година в охридското село Опеница, тогава в Османската империя. Зет е на революционерите Илия Йосифов и Наум Йосифов. Присъединява се към ВМОРО и участва в Илинденско-преображенското въстание като четник. Ранен е в ръката в сражението при Ращани на 31 август 1903 година, след което остава инвалид. В 1915 година по време на Първата световна война, когато сръбските войски се изтеглят от Охрид, Ламбе Блажев убива при самозащита двама сръбски войници, нахлули и ограбили магазина му. През 1918 година е осъден от новата сръбска власт на 20 години тъмничен затвор заедно с Филип К. Киприянов, който изхвърлил табела със сръбски надпис. По-късно апелативен съд ги осъжда на смърт и присъдата е изпълнена на 2 април 1921 година в местността Ръча, Охридско. Лямбе Блажев оставя съпруга и шест деца, които са принудени да платят 6000 динара на съда.